# Atlantarctia
Atlantarctia és un gènere de lepidòpters ditrisis de la família Erebidae, subfamília Arctiinae. Es troba a l'oest del Mediterrani. El gènere prové de la divisió del gènere Arctia.

## Taxonomia
El gènere Atlantarctia inclou 4 espècies:
- Atlantarctia dido (M.Wagner, 1841)
- Atlantarctia oberthueri (Oberthür, 1890)
- Atlantarctia tigrina (de Villers, 1789)
  - =Arctia fasciata Esper, 1785
- Atlantarctia ungemachi (Le Cerf, 1924)

## Galeria

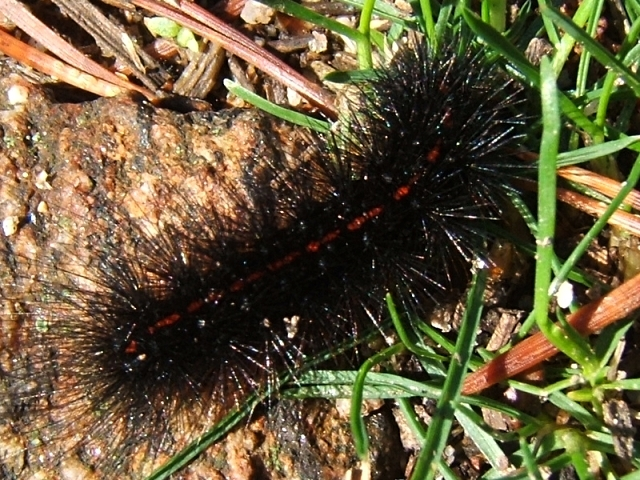
Atlantarctia tigrina larva
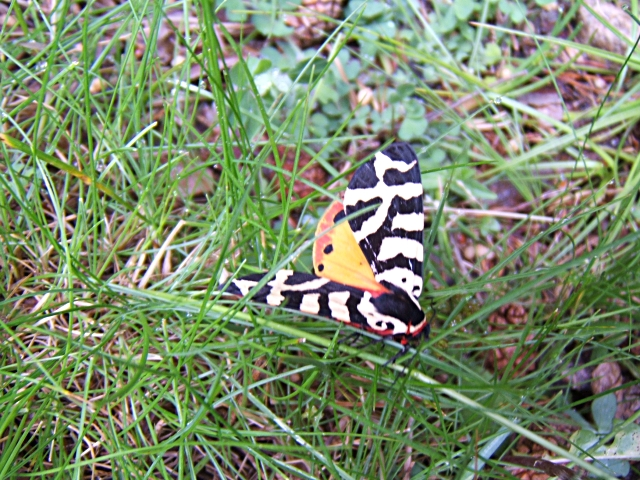
Atlantarctia tigrina